# 시우다드레알도
시우다드레알주(스페인어: Ciudad Real)는 스페인 남서부에 위치한 카스티야라만차주의 도로 도청 소재지는 시우다드레알이다. 쿠엥카도, 알바세테도, 하엔도, 코르도바도, 바다호스도, 톨레도도와 경계를 접하고 있으며 인구는 506,864명(2005년 기준)이며 면적은 19,813km2이다.